# Nyagakangaga
Nyagakangaga är ett periodiskt vattendrag i Burundi.   Det ligger i provinsen Ruyigi, i den centrala delen av landet, 110 km öster om huvudstaden Bujumbura.
I omgivningarna runt Nyagakangaga växer huvudsakligen savannskog. Runt Nyagakangaga är det ganska glesbefolkat, med 42 invånare per kvadratkilometer.